# 1981-es magyar asztalitenisz-bajnokság
Az 1981-es magyar asztalitenisz-bajnokság a hatvannegyedik magyar bajnokság volt. A bajnokságot március 6. és 7. között rendezték meg Szegeden, a Városi Sportcsarnokban.

## Eredmények
| Versenyszám  | Arany                                            | Arany | Ezüst                                      | Ezüst | Bronz | Bronz |
| ------------ | ------------------------------------------------ | ----- | ------------------------------------------ | ----- | --- | ----- |
| Férfi egyéni | Klampár Tibor Bp. Spartacus                      |       | Gergely Gábor BVSC                         |       | Jónyer István Bp. SpartacusMolnár János Bp. Spartacus                                                             |       |
| Női egyéni   | Urbán Edit BSE                                   |       | Kisházi Beatrix Statisztika Petőfi SC      |       | Balogh Ilona Tolnai Vörös LobogóBizó Mária Tolnai Vörös Lobogó                                                    |       |
| Férfi páros  | Kriston Zsolt, Takács János Bp. Spartacus, BVSC  |       | Karsai Ferenc, Péter Aladár Ceglédi VSE    |       | Molnár János, Bánlaki Zsolt Bp. Spartacus, Ceglédi VSEKlampár Tibor, Jónyer István Bp. Spartacus                  |       |
| Női páros    | Balogh Ilona, Bolvári Ildikó Tolnai Vörös Lobogó |       | Urbán Edit, Iváskó Gabriella BSE           |       | Kiss Anikó, Bolvári Katalin Tolnai Vörös LobogóBöhm Gabriella, Gál Krisztina Statisztika Petőfi SC                |       |
| Vegyes páros | Kriston Zsolt, Urbán Edit Bp. Spartacus, BSE     |       | Jónyer István, Benke Mariann Bp. Spartacus |       | Takács János, Balogh Ilona BVSC, Tolnai Vörös LobogóHorváth Zoltán, Bolvári Ildikó Csepel SC, Tolnai Vörös Lobogó |       |